# سيلفيا شانت
سيلفيا شانت (بالإنجليزية: Sylvia Chant)‏ هي أستاذة جامعية وجغرافية بريطانية، ولدت في 1960.